# Michael McGlinchey
Michael McGlinchey (nascut el 7 de gener de 1987) és un futbolista que actualment juga pel Central Coast Mariners de l'A-League d'Austràlia i Nova Zelanda. McGlinchey representà internacionalment a Escòcia a nivells sub-21 entre el 2006 i el 2007, i a partir del 2009 començà a representar a Nova Zelanda.

## Trajectòria per club
McGlinchey començà la seva carrera futbolística professional el 2005 amb el Celtic de la Premier League Escocesa. Va debutar el desembre de 2005 en un partit contra el Livingston en què entrà com a substitut. Aquest seria l'únic cop que jugaria pel club.
La temporada 2007-2008 McGlinchey va ser cedit al Dunfermline Athletic de la Primera Divisió Escocesa. Amb el Dunfermline Athletic va jugar 8 partits al llarg de la temporada.
El 2009 McGlinchey va ser ofert un contracte de dues temporades després d'una sèrie d'entrenaments amb el Central Coast Mariners de l'A-League. Va debutar en un partit contra el Melbourne Victory el 6 d'agost de 2009 en un partit en què marcaria ell un gol i acabarien guayant per un 2–0 contra els victoriosos de la temporada prèvia. Durant aquella temporada McGlinchey jugà en un total de 21 partits.
Als finals de la temporada 2009-2010, McGlinchey va ser cedit al Motherwell, així retornant al futbol escocès. Acabà disputant 8 partits pel club abans de retornar al Central Coast Mariners la temporada següent.
La temporada 2010-2011 McGlinchey jugà en 34 partits pel Central Coast Mariners. McGlinchey marcà un gol aquella temporada, en un partit contra el Wellington Phoenix neozelandès, sentenciant el partit pel conjunt australià.
La temporada 2011-2012 disputà 36 partits pel club. 6 d'aquells partits foren en la Lliga de Campions de l'AFC de 2012. El neozelandès marcà dos gols pel club aquella temporada.

## Trajectòria internacional
Internacionalment McGlinchey ha jugat amb la selecció escocesa i la selecció neozelandesa. El 2006 va començar a jugar futbol internacionalment amb la selecció escocesa sub-19 en el Campionat d'Europa Sub-19 de 2006. McGlinchey jugà en cadascun dels cinc partits en què jugaren els escocesos i marcà un gol en una victòria 3–2 contra Turquia. En aquell torneig Escòcia acabà perdent en la final contra Espanya.
El 2007 McGlinchey va jugar amb les seleccions escoceses sub-20 i sub-21. Amb la selecció sub-20 va jugar en 4 partits i amb la selecció sub-21 va jugar en només 1 partit.
El 2009 va nacionalitzar-se neozelandès i aviat el seleccionador Ricki Herbert el va fer titular. El 9 de setembre de 2009 va debutar en un partit contra Jordània en un partit amistós en què els neozelandesos guanyaren per un 1–3. McGlinchey jugà en dos partits contra Bahrain per a ajudar a Nova Zelanda a classificar-se per a la Copa del Món de la FIFA de 2010; Nova Zelanda acabà guanyant per 1–0 al final dels dos partits.
El 10 de maig de 2010 va ser seleccionat per la plantilla neozelandesa que aniria a Sud-àfrica per a participar en la Copa del Món de la FIFA de 2010. Al final però, McGlinchey no disputà cap partit.
El 25 de març de 2011 Nova Zelanda va jugar un partit amistós contra la Xina. McGlinchey va ser seleccionat per a jugar en aquest partit i marcà el gol que igualà el partit 1–1 en un partit que acabaria així empatat.
El juny de 2012 McGlinchey se n'anà a Salomó per a disputar la Copa de Nacions de l'OFC de 2012. En aquest torneig Nova Zelanda acabà en tercer lloc i McGlinchey jugà en tres partits.
El juliol de 2012 McGlinchey serà —juntament amb Ryan Nelsen i Shane Smeltz— un dels tres jugadors neozelandesos majors de 23 anys que jugaran en el torneig futbolístic dels Jocs Olímpics de 2012 a diverses ciutats angleses. Va ser seleccionat el 21 de juny de 2012 pel seleccionador Neil Emblen.

## Palmarès
- A-League (1): 2011-12.